# Karl Brück (Gauleiter)

Karl Brück

Karl Brück (* 12. Mai 1895 in Saarbrücken; † 8. Juni 1964 ebenda) war Gauleiter der NSDAP zwischen 1931 und 1933.

## Leben
Nach dem Besuch der Volksschule in Kleinblittersdorf absolvierte Brück eine vierjährige Lehrzeit als Sandformer und war danach bei verschiedenen Unternehmen als Geselle beschäftigt. Von 1912 bis 1914 tat er sich in führender Funktion bei den Pfadfindern in Saarbrücken hervor.
Nach Ausbruch des Ersten Weltkriegs meldete sich Brück am 2. August 1914 freiwillig zum Kriegseinsatz. Vom 25. September 1914 bis zum 29. Januar 1915 kämpfte er in Frankreich, und ab dem 2. Februar 1915 in Russland, wo er schwer verwundet wurde. Anschließend hielt er sich ein Jahr in einem Lazarett auf.
Vom 3. Oktober 1916 an war Brück an der Maschinenbauschule in Köln bis zur Hilfsdienstpflicht und danach als Terminbeamter tätig. Von 1920 bis 1922 war er Mitglied und dann im Vorstand des Deutschvölkischen Schutz- und Trutzbundes. 1922 war er Mitbegründer und 2. Vorsitzender der NSDAP-Ortsgruppe von Saarbrücken.
Der Sägewerkarbeiter trat zum 2. Februar 1927 erneut in die neu gegründete NSDAP ein (Mitgliedsnummer 55.979) und wurde Ortsgruppenleiter von Saarbrücken sowie 1929 stellvertretender Gauleiter. 1931 wurde er zum Gauleiter des Gaues Saar ernannt. Dieses Amt übte er bis zum 28. Februar 1933 aus. Ab 1932 gehörte er als eines von zwei NSDAP-Mitgliedern dem letzten Landesrat des Saargebietes an. Ab November 1933 vertrat er im Wahlkreis 21 den gleichgeschalteten Reichstag. Er war von Juni 1933 bis 1934 Leiter des Organisationsamtes der Obersten Leitung der politischen Organisation der NSDAP. Im Jahr 1934 wurde er Organisationsleiter der Deutschen Front im Saargebiet und 1935 Direktor der Sozialabteilung der Verwaltung der Saargruben. Am 29. März 1936 schied er aus dem Reichstag aus, nachdem er erfolglos für diesen vorgeschlagen wurde. Ab 1941 war er noch stellvertretender Kreisleiter der Kreise in Saarbrücken und Umgebung. 
1948 wurde Brück im Entnazifizierungsverfahren von einer Spruchkammer für „schuldig“ befunden und zu drei Jahren Internierung verurteilt.